# Wolfgang-Hahn-Preis Köln
Der Wolfgang-Hahn-Preis Köln (bis 2006 Wolfgang-Hahn-Preis) ist eine Auszeichnung, die von der Gesellschaft für Moderne Kunst am Kölner Museum Ludwig seit 1994 jährlich vergeben wird. Der Preis im Gesamtwert von bis zu 100.000 Euro beinhaltet den Ankauf eines Werkes oder einer Werkgruppe, die dem Museum Ludwig als Dauerleihgabe zur Verfügung gestellt wird, und eine Präsentation sowie eine Publikation. Ausgezeichnet werden langjährige, international durch die Fachwelt anerkannte Künstler, deren Werk in Deutschland noch nicht bekannt genug ist. Die Jury besteht aus dem Direktor des Museums Ludwig, einem Gastjuror und den Vorstandsmitgliedern der Gesellschaft für Moderne Kunst.
Der Preis ist nach dem Kölner Sammler Wolfgang Hahn (1924–1987) benannt. Hahn war Gemälde- und Chefrestaurator am Wallraf-Richartz-Museum und am Museum Ludwig sowie Gründungs- und Vorstandsmitglied der Gesellschaft für Moderne Kunst am Museum Ludwig.
Der Preis wird jährlich im Vorfeld der Kunstmesse Art Cologne in Köln verliehen. 

## Preisträger
- 1994: James Lee Byars
- 1995: Lawrence Weiner
- 1996: Günther Förg
- 1997: Cindy Sherman
- 1998: Franz West
- 1999: Pipilotti Rist
- 2000: Hubert Kiecol
- 2001: Raymond Pettibon
- 2002: Isa Genzken
- 2003: Niele Toroni
- 2004: Rosemarie Trockel
- 2005: Richard Artschwager
- 2006: Mike Kelley
- 2007: (nicht vergeben)
- 2008: Peter Doig
- 2009: Christopher Wool
- 2010: Peter Fischli und David Weiss
- 2011: John Miller
- 2012: Henrik Olesen[3]
- 2013: Andrea Fraser[4]
- 2014: Kerry James Marshall[5]
- 2015: Michael Krebber und R. H. Quaytman
- 2016: Huang Yong Ping
- 2017: Trisha Donnelly
- 2018: Haegue Yang
- 2019: Jac Leirner
- 2020: Betye Saar
- 2021: Marcel Odenbach[6]
- 2022: Frank Bowling[7]
- 2023: Francis Alÿs[8]
- 2024: Anna Boghiguian[9]
- 2025: Evelyn Taocheng Wang